# تازاوا (بحيرة)
بحيرة تازاوا تقع في ولاية أكيتا في شمال اليابان.
يبلغ عمقها 423 م وهي بذلك أعمق بحيرات اليابان، وبسبب ذلك العمق فهي لا تتجمد على الإطلاق. كانت في الماضي مشهورة بصفاء مياهها التي كانت تقارن ببحيرة ماشو في هوكائيدو. لكنها تلوث بسبب إنشاء سد هيدركهربائي في عام 1940، وبسبب الصرف الحمضي من أحد الينابيع الساخنة.
سميت على اسمها مدينة تازاواكو. العديد من منتجعات الينابيع الساخنة تقع على التلال أعلى البحيرة. وتطل منطقة تازاوا للتزلج على الثلج وهي الأكبر في مقاطعة أكيتا، تطل على البحيرة.